# Arcotron
Arcotron – rodzaj lampy elektronowej ze sterowaniem zewnętrznym, wprowadzonej na rynek w 1930 r. przez firmę Telefunken.

## Budowa
W lampie tej będącej odpowiednikiem tradycyjnej triody rolę siatki sterującej odgrywa elektroda sterująca w postaci metalowej powłoki na zewnętrznej powierzchni szklanej bańki. Wewnątrz bańki znajduje się katoda żarzona bezpośrednio oraz anoda. Bańka lampy ma spłaszczony kształt w celu zmniejszenia odległości między elektrodą sterującą a katodą. Cokół posiada 3 nóżki – dwie do katody i jedną do anody. Elektroda sterująca jest połączona z metalowym pierścieniem, który łączy się z podstawką lampy za pomocą sprężynki kontaktującej.
Skonstruowano dwie wersje arcotronu: Arcotron 201 (odpowiedniki: Arc201, REA201) – próżniowy oraz Arcotron 301 (odpowiedniki: Arc301, REA301) – gazowany.

## Wybrane dane techniczne
- napięcie żarzenia – 1 V
- prąd żarzenia – 0,25 A
- maksymalny prąd anodowy – 0,5 mA

## Zastosowanie
Arcotrony ze względu na prostotę konstrukcji zostały zastosowane w tanich odbiornikach radiowych (np. Telefunken T12), lecz z powodu niezadowalających parametrów nie znalazły szerszego uznania.